# Passo San Boldo

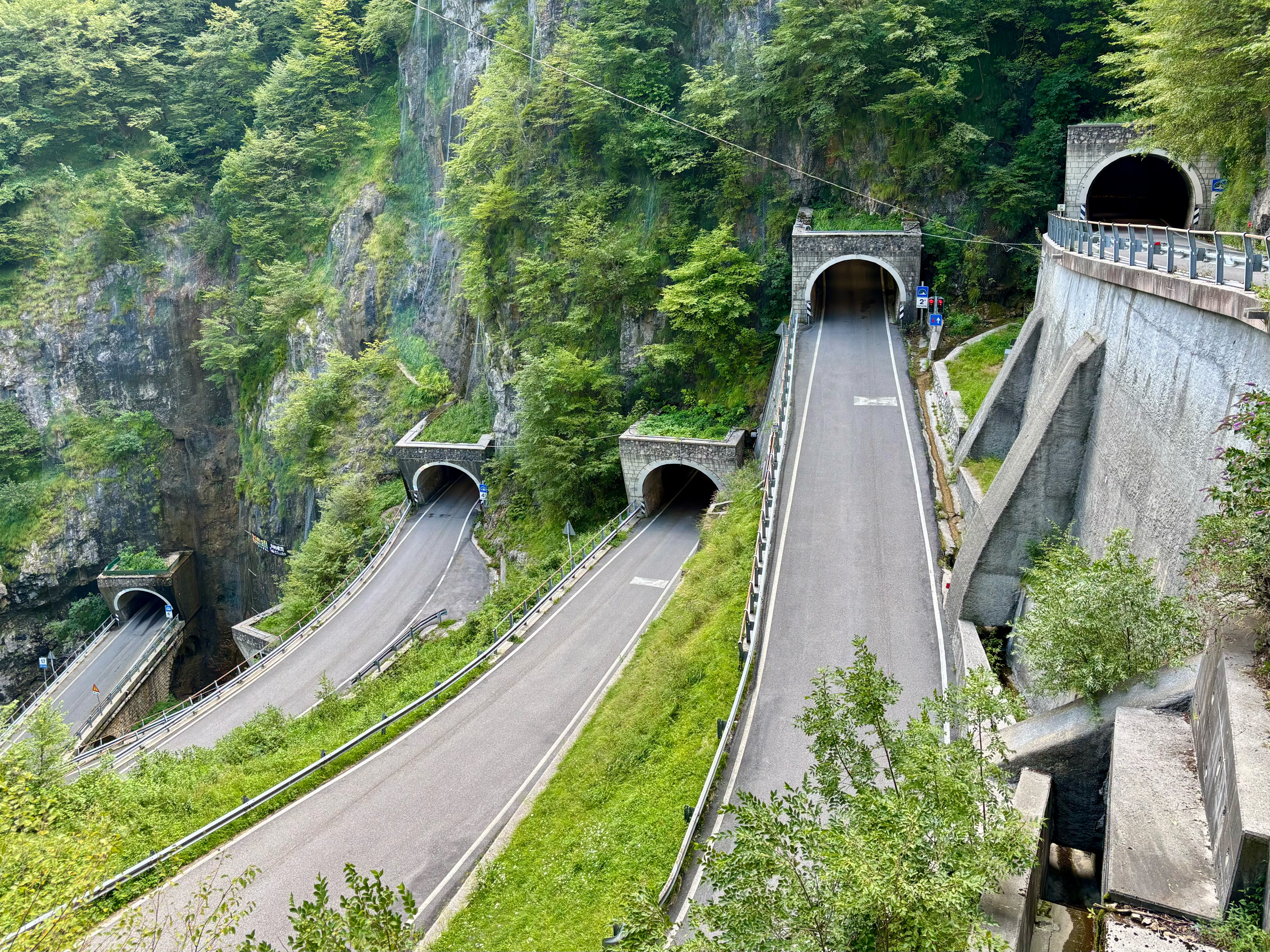
Schmale Straßen, Stand 2025

Der Passo San Boldo (früher Passo Sant´Ubaldo, auch Umbaldopass) ist ein kleiner Alpenpass in der italienischen Region Venetien zwischen den Orten Trichiana (329 m) und Tóvena (272 m) über eine Entfernung von 17 km.
Der Pass liegt am südlichen Alpenrand und verbindet das Val Belluna mit dem Val Mareno über eine Höhe von 706 m s.l.m. Die Passstraße trägt die Bezeichnung SP 635 (vor 2001 Staatsstraße SS635) und ist nur einspurig befahrbar, der Verkehr wird durch mehrere Ampeln geregelt. Es besteht eine Geschwindigkeitsbeschränkung auf 30 km/h und eine Höhenbegrenzung auf 3,00 Meter, nachdem immer wieder Busse in den Tunnels steckengeblieben waren. Sehenswert ist die einzigartig kühne Trassenführung der Südrampe in einem von nahezu senkrechten Felswänden abgeschlossenen Sacktal. Nur durch fünf in den Fels gesprengte enge Kehrtunnel und über sechs Brückenbauwerke kann die Passhöhe erreicht werden.

## Geschichte
Schon Ende des 19. Jahrhunderts wollte man den steilen Weg über den Pass in eine befahrbare Straße umbauen. Aber erst im Ersten Weltkrieg zwischen Februar und Juni 1918 gelang es  Pionieren der  österreichisch-ungarischen Armee, diese Straße zur Versorgung der Piave-Front in einer Rekordzeit von nur drei Monaten zu errichten. Straße der 100 Tage heißt das Bauwerk wegen seiner kurzen Bauzeit. Als Arbeitskräfte wurden auch Kriegsgefangene und die Alten, Frauen und Kinder der örtlichen Bevölkerung eingesetzt. In der Endphase des Baus arbeiteten 1.400 Arbeiter in drei Schichten am Bau dieser strategisch wichtigen Verbindung. Zum Transport von schwerer Artillerie und Nachschub durfte die Steigung trotz der extremen topografischen Gegebenheiten nicht mehr als 12 % betragen. Die Bauweise gilt auch heute noch als technische Höchstleistung.